# Jasper Dejaegher
Jasper Dejaegher (* 23. Januar 2001) ist ein belgischer Radrennfahrer.

## Sportlicher Werdegang
Nach dem Wechsel in die U23 fuhr Dejaegher zunächst für verschiedene belgische Vereine, international blieb er ohne nennenswerte Ergebnisse. Zur Saison 2023 wurde er Mitglied im Development Team Circus-Re Uz-Technord. Mit dem neuen Team erzielte er seinen ersten Sieg auf der UCI Europe Tour, als er die letzte Etappe der Tour du Loir-et-Cher gewann. Bei der Tour d’Eure-et-Loir siegte er erneut auf der letzten Etappe, den Gewinn der Gesamtwertung verpasste er nur um eine Sekunde. Darüber hinaus erzielte er eine Reihe von Siegen bei Rennen des niederländischen und belgischen nationalen Kalenders. 
Im Juli 2023 wurde bekannt gegeben, dass Dejaegher zur Saison 2024 nicht in das UCI WorldTeam von Intermarché-Circus-Wanty, sondern zum UCI ProTeam Flanders-Baloise wechseln wird.

## Erfolge
2023
- eine Etappe Tour du Loir-et-Cher
- eine Etappe und Punktewertung Tour d’Eure-et-Loir